# Dyson-Motorette
Dyson Motorette is een historisch motorfietsmerk.
De bedrijfsnaam was: The Dyson Mfg. Co., Birmingham.
Dyson was een Engels merk dat een scooter-achtige motorfiets met naast het achterwiel aangebrachte 1½pk-viertaktmotor bouwde, waarvan de tank boven het achterspatbord zat. De productie begon in 1920, maar werd al in 1922 beëindigd.